# Real Madrid TV
Real Madrid TV és un canal de televisió en obert espanyol, d'àmbit internacional, propietat del Reial Madrid Club de Futbol, que s'emet des de 1999. És el mitjà televisiu oficial del club i compta amb dues versions en espanyol i anglès. A Espanya s'emet en obert des del 1r de maig de 2016, a través d'un canal nacional TDT, en la plataforma Movistar Plus+ i en Orange TV.

## Història
Real Madrid Televisió, canal de futbol i bàsquet pioner a Espanya, sorgeix l'any 1998 per iniciativa de Sogecable, empresa del Grupo Prisa, que va ostentar la totalitat dels drets d'explotació del canal fins al 2001, any que passa a ser controlat completament pel club. El canal va ser llançat el 15 de febrer de 1999, a través del dial 55 de la plataforma Canal Satélite Digital.
L'equip directiu de Sogecable que va posar en marxa el canal era encapçalat pel periodista Javier Ares, el seu primer director, secundat per Roberto Saura (cap de realització) i Juan Carlos Soriano (cap de producció). La resta de la plantilla pertanyia a l'empresa de serveis audiovisuals Royal Media, filial de Mediapro. Posteriorment, la titularitat del canal va ser compartida a parts iguals per Sogecable i el Reial Madrid que, a tals efectes, van crear l'empresa Real Madrid Audiovisual.
El 27 de març de 2020, el canal va ser afegit a la plataforma Orange TV en el dial 138.

## Producció
En 2001, quan ja és el Reial Madrid el propietari exclusiu del canal, l'entitat esportiva va encomanar la producció audiovisual a Mediapro. Una relació contractual que va estar vigent fins al 1r de juliol de 2019, data en què el club va adjudicar la gestió i producció del canal al consorci format per les empreses SuperSport (filial de Mediaset) i Telefónica Broadcast Services (filial de Telefónica).

## Programació actual
El canal, que realitza la funció de promoure el coneixement i difusió de la institució, compta amb una versió en anglès i una altra en espanyol. Té una programació basada, principalment, en el seguiment exhaustiu de l'actualitat del primer equip tant de la secció de futbol com de la de bàsquet. Per a això, realitza dos informatius diaris, entrevistes, reportatges, especials en dia de partit, resums de les trobades i programes d'anàlisis i debat. El planter, amb programes com «La Fábrica» i la retransmissió de diferents partits de les categories inferiors de totes dues seccions, també ocupa un lloc destacat en la programació. El canal, a més, produeix documentals i programes divulgatius dedicats a diversos aspectes del club. Al seu torn s'ocupa de les retransmissions de tots els actes institucionals del club, com ara, assemblees, rodes de premsa o presentacions.